# Castell de Berrós
El castell de Berrós està situat a Berrós, des d'on es pot veure el castell de Llort al davant i el castell de València al fons.
Des del castell es pot veure el pantà de la torrassa i el pui d'Espot: així com els pobles d'Estaís, Jou, la Guingueta d'Àneu i València d'Àneu

## Descripció
Per arribar al jaciment cal agafar el camí que des del poble de Berrós Jussà travessa el torrent de Costalada o de Berrós, després, cal continuar en direcció oest fins al peu d'un grup d'aturonaments on distingeix el castell.
Les restes conformen un conjunt fortificat assentat sobre dos turons. Al primer d'ells, més cap a l'est del poble, s'hi observen les restes d'una torre quadrada, defensada a l'est per un fossat amb un parament de carreus ben tallats i de factura petita. En el mateix turó també es poden apreciar diversos trams d'un recinte murat que baixa en direcció oest cap al segon recinte. Al segon turó, molt més fortificat que el primer, s'hi documenta un perímetre de muralla del qual sobresurten diverses bestorres, a més d'un gran pati interior. A la part més alta s'hi situa una torre de planta quadrada amb la mateixa factura que l'anteriorment descrita. Al seu voltant s'observen una sèrie de retalls a la roca que indiquen l'existència d'un complex d'edificacions relacionades amb l'activitat del castell, però de les quals no és possible establir el seu traçat ni la seva funcionalitat.
Aquest castell està situat sobre l'estret anomenat la Torrassa, i juntament amb el castell de LLort (Espot) defensaven l'entrada a les valls d'Àneu.
Tot i que no es pot establir el moment d'abandonament, al segle XVII apareix documentat com un castell totalment derruït i sense funcionalitat militar.